# Катергино
Ка́тергино (чув. Катӗркасси) — деревня в Козловском районе Чувашской Республики России. Входит в состав Емёткинского сельского поселения.

## География
Деревня находится в северо-восточной части Чувашии, в пределах Чувашского плато, в зоне хвойно-широколиственных лесов, к югу от автодороги М7, на расстоянии примерно 12 километров (по прямой) к юго-западу от города Козловки, административного центра района. Абсолютная высота — 150 метров над уровнем моря.

### Климат
Климат характеризуется как умеренно континентальный, с продолжительной морозной зимой и тёплым летом. Среднегодовая температура воздуха — 2,9 °С. Средняя температура воздуха самого тёплого месяца (июля) — 18,6 °C (абсолютный максимум — 38 °C); самого холодного (января) — −13 °C (абсолютный минимум — −44 °C). Безморозный период длится около 148 дней. Среднегодовое количество осадков составляет около 513 мм, из которых 359 мм выпадает в тёплый период. Снежный покров образуется в середине ноября и держится в течение пяти месяцев.

### Часовой пояс
Деревня Катергино, как и вся Чувашия, находится в часовой зоне МСК (московское время). Смещение применяемого времени относительно UTC составляет +3:00.

## Население
| 2010 | 2012 |
| ---- | ---- |
| 47   | ↗62  |

### Половой состав
По данным Всероссийской переписи населения 2010 года в гендерной структуре населения мужчины составляли 57,4 %, женщины — соответственно 42,6 %.

### Национальный состав
Согласно результатам переписи 2002 года, в национальной структуре населения чуваши составляли 96 % из 59 чел.